# Sophia Latjuba
Sophia Inggriani Latjuba, née le 8 août 1970 à Berlin-Ouest, est une actrice, modelo et  chanteuse indonésienne.

## Biographie
Sophia Latjuba est née d'Azzizurrahman Latjuba, un Bugis-Javanais et d'Anna Müller, une Juive allemande, le 8 août 1970. Dans sa jeunesse, elle est retournée en Indonésie avec son père; elle a rapporté plus tard qu'elle se sentait plus proche de lui que sa mère. Elle est diplômée du lycée 3 de Jakarta.
Sophia Latjuba a fait ses débuts au cinéma en 1987 avec Bilur-Bilur Penyesalan, alors qu'elle était encore au lycée. Elle est ensuite apparue dans de nombreux films, culminant avec Kuldesak, réalisé par sa belle-sœur Mira Lesmana dans lequel elle est apparue gratuitement, en 1998.

## Vie personnelle
Le premier mariage de Latjuba, en 1992, était avec le pianiste de jazz Indra Lesmana; le couple a eu une fille, Eva Celia. Son deuxième mariage, le 30 avril 2005, était avec le ressortissant américain Michael A. Villareal, avec qui elle a une autre fille. Après le divorce officiel du couple aux États-Unis, tous deux ont légalisé leur divorce devant le tribunal civil du sud de Jakarta et ont été approuvés le 17 septembre 2014 par le juge.
Depuis 2008, Sophia Latjuba réside désormais aux États-Unis. Dans une interview de 2009 avec The Jakarta Post, Latjuba a déclaré qu'elle était devenue une militante végétarienne et des droits des animaux engagée.